# Oravská Magura
Koordinaten: 49° 17′ N, 19° 20′ O

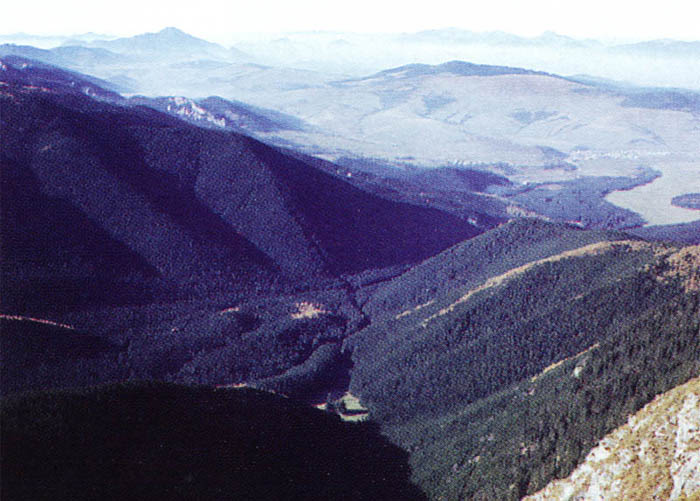
Oravská Magura

Oravská Magura auf der Karte der äußeren Westkarpaten (rot hervorgehoben)

Die Oravská Magura (deutsch selten Arwaer Magura) ist ein Gebirge im Norden der Slowakei in der Landschaft Orava (deutsch Arwa). Es gehört zu den zentralen Beskiden, selbst einem Teil der äußeren Westkarpaten. Angrenzende geomorphologische Einheiten sind das Gebirge Oravské Beskydy und der Talkessel Oravská kotlina im Norden, das Gebirge Skorušinské vrchy im Osten, Chočské vrchy im Süden und die Kleine Fatra im Westen. Die höchsten Erhebungen sind der Minčol (1394 m n.m.), der Paráč (1325 m n.m.) und der Budín (1222 m n.m.)
Das Gebirge wird in drei kleinere geomorphologische Unterteile geteilt:
- Budín
- Kubínska hoľa
- Paráč

Geologisch handelt es sich vorwiegend um ein Sandsteingebirge. Die Fläche der Oravská Magura wird von dichten Wäldern bedeckt, wo Fichten, Buchen, Hainbuchen, weiter auch Birken wachsen. Bekannte touristische Orte sind Dolný Kubín, Tvrdošín und Zázrivá. Das Gebirge gehört zum Einzugsgebiet der Orava, eines rechten Nebenflusses der Waag.
Ein Großteil des Gebirges gehört zum Landschaftsschutzgebiet Horná Orava.